# Psoralea effusa
Psoralea effusa är en ärtväxtart som beskrevs av Auct. Psoralea effusa ingår i släktet Psoralea och familjen ärtväxter. Inga underarter finns listade i Catalogue of Life.